# The Rivalry
| Оценки критиков     | Оценки критиков |
| Источник            | Оценка          |
| ------------------- | --------------- |
| AllMusic            | [ 1 ]           |
| Chronicles of Chaos | 8/10            |
| Rock Hard           | 8.5/10          |

The Rivalry — десятый альбом немецкой метал-группы Running Wild, выпущенный 9 февраля 1998 года и являющийся дебютом коллектива на лейбле GUN Records. Это второй альбом в трилогии на тему противостояния добра и зла, которая началась с Masquerade и завершилась Victory. Это также их последний альбом с барабанщиком Йоргом Михаэлем.

## Отзывы критиков
Гётц Кюнемунд в своей рецензии для журнала Rock Hard положительно оценил The Rivalry, отдельно похвалив плотное звучание гитар и ударных. Хотя он и посчитал, что новая пластинка Running Wild не предлагает ничего принципиально нового, по его мнению, альбом получился удачней своего предшественника, Masquerade, и является «очень сильным, настоящим метал-альбомом». Элвин Ви из Chronicles of Chaos оценил альбом на 8 баллов из 10 и отметил более агрессивный стиль новых песен по сравнению с предыдущими релизами. Антти Дж. Равелин из AllMusic, напротив, посчитал, что The Rivalry не привносит ничего нового в дискографию группы, выставив альбому 2 звезды из 5.

## Список композиций
Все песни написаны Рольфом Каспареком, кроме отмеченных
| №  | Название                                                  | Длительность |
| -- | --------------------------------------------------------- | ------------ |
| 1. | «March of the Final Battle (The End of All Evil)» (интро) | 2:00         |
| 2. | «The Rivalry»                                             | 5:34         |
| 3. | «Kiss of Death»                                           | 3:36         |
| 4. | «Firebreather»                                            | 4:04         |
| 5. | «Return of the Dragon»                                    | 6:47         |
| 6. | «Resurrection»                                            | 4:45         |
| 7. | «Ballad of William Kidd»                                  | 8:43         |

| №                   | Название            | Автор(ы)               | Длительность |
| ------------------- | ------------------- | ---------------------- | ------------ |
| 8.                  | «Agents of Black»   |                        | 3:57         |
| 9.                  | «Fire & Thunder»    |                        | 7:33         |
| 10.                 | «The Poison»        |                        | 4:40         |
| 11.                 | «Adventure Galley»  | Каспарек, Тило Херманн | 4:20         |
| 12.                 | «Man on the Moon»   |                        | 4:49         |
| 13.                 | «War & Peace»       |                        | 7:42         |
| Общая длительность: | Общая длительность: | Общая длительность:    | 68:27        |

## Участники записи
Running Wild
- Рольф «Rock’n’Rolf» Каспарек — вокал, гитара
- Тило Херманн — гитара
- Томас Смусзински — бас-гитара
- Йорг Михаэль — ударные

Производственный персонал
- Рольф Каспарек — продюсирование
- Герхард Вольф — звукоинженер, сведение
- Рейнер Холст — мастеринг
- Питер Лохд — графический дизайн
- Андреас Маршалл — обложка

## Чарты
| Чарт (1998)                   | Высшая позиция |
| ----------------------------- | -------------- |
| Германия (Offizielle Top 100) | 19             |